# Cyrtochilum matangense
Cyrtochilum matangense là một loài thực vật có hoa trong họ Lan. Loài này được (Bockemühl) Dalström mô tả khoa học đầu tiên năm 2001.